# لوچینو دال ورمه
لوچینو دال ورمه (انگلیسی: Luchino Dal Verme; تاریخ ورودی نامعتبر است – تاریخ ورودی نامعتبر است) فرمانده ارتشایتالیایی بود.

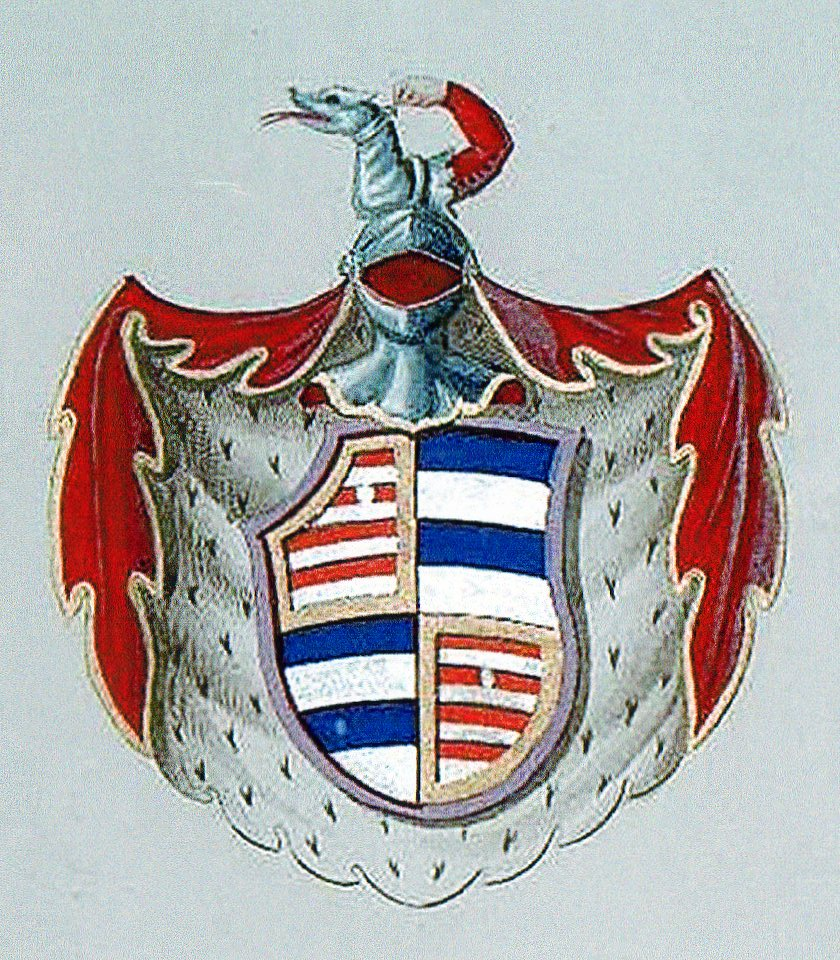
نشان دال ورمه

## زندگی نامه
او عضوی از خانواده اشرافی ورونا بود و پدرش از طرفداران کانگراد اول بود. در سال ۱۳۴۱ میلادی ابتدا در لوکا برای ماستینو اول دلا اسکالا و سپس به جمهوری فلورانس خدمت کرد. دوستی او با شاعر معاصرش فرانچسکو پترارکا برای اولین بار در سال ۱۳۵۰ میلادی شروع شد ، در آن سال او احتمالاً در خدمت ویسکونتی میلان بود.او در سال ۱۳۵۲ در توسکانی برای ویسکونتی ها جنگید.
در سال ۱۳۵۴ میلادی به دلیل حمایت از کودتای نافرجام فرگنانو دلا اسکالا علیه کانگراد دوم مجبور به فرار از ورونا شد. در همان سال به جیووانی ویسکونتی از بولونیا خدمت کرد و سال بعد فرماندار جنوا شد. پس از تقسیم سرزمین های ویسکونتی بین برنابو و گالئاتزو دوم ویسکونتی، دال ورمه به سمت اولی رفت. در سال ۱۳۵۹ میلادی فرماندهی محاصره شهر شورشی پاویا را برعهده گرفت. دو سال بعد، او از گاله آزو جانبداری کرد، که او را به عنوان  ژنرال پیمونت نامید، جایی که دال ورم علیه مارکیزات مونتفرات و سربازان انگلیسی که در آن زمان در آن منطقه بودند، جنگید.